# Mathias Rust
Mathias Rust (nascut el 1968) és un pilot alemany que volà des d'Hamburg (amb escala a Hèlsinki), travessà les defenses aèries de la Unió Soviètica i aterrà a la Plaça Roja de Moscou, usant una Cessna 172P d'un sol motor el 28 de maig de 1987 a l'edat de 19 anys.
Mathias Rust inicià el seu vol a Hèlsinki (Finlàndia) proveint de combustible el seu Cessna a l'aeroport de Helsinki-Malmi. Rust va convèncer el controlador de trànsit aeri que anava a Estocolm però va desviar la seva Cessna cap a l'est, prop de Nummela, i desaparegué de l'espai aeri finlandès prop de Sipoo. Va perfilar la costa bàltica i s'adreçà cap a Moscou. Casualment era dia de vacances per als guardes de la frontera soviètica, això va permetre que s'introduís a territori soviètic passant desapercebut. Va volar directe a Moscou i aterrà a la mateixa plaça Roja. Va ser arrestat immediatament per les autoritats soviètiques. Mikhaïl Gorbatxov aprofità aquest fet per desfer-se dels ministres de defensa i defensa aèria (ambdós oposats al Glàsnost i la Perestroika) tot reemplaçant-los per homes de la seua confiança. Més de 2.000 oficials (la majoria oposats a les reformes de Gorbachev) van perdre els seus llocs de treball. Aquest moviment fou crític per guanyar als militars oposats a les reformes i ultraconservadors.
El seu judici va començar a Moscou el 2 de setembre de 1987. Va ser sentenciat a quatre anys a un camp de treball per vandalisme, no fer cas de les lleis d'aviació i envair la frontera soviètica. Després de complir una sentència de 432 dies de presó a la Unió Soviètica fou retornat a Alemanya Occidental el 3 d'agost de 1988. Havent servit durant 18 mesos a una presó soviètica Rust va treballar durant un temps a un hospital de Rissen, Alemanya. A l'hospital es va enamorar d'una infermera però en veure rebutjats els seus avanços romàntics va intentar matar-la d'una punyalada. Per aquest motiu fou sentenciat a dos anys i mig de presó, de 1991 a 1993.

## Avioneta
La seva avioneta es conserva al Deutsches Technikmuseum de Berlín.